# قتل‌عام اقصر
قتل‌عام اقصر به حادثه کشته شدن ۶۲ نفر که بیشتر آن‌ها توریست بودند و در ۱۷ نوامبر ۱۹۹۷ در اقصر مصر اتفاق افتاد گویند. براساس تحقیقات دولت حسنی مبارک، جامعه اسلامی مصر این عملیات را هدایت و اجرا کردند و هدف آن ضربه زدن به صنعت توریست مصر و دولت حسنی مبارک اعلام شد. جامعه اسلامی مصر در سال ۲۰۱۳ و با روی کار آمدن دولت محمد مرسی و شرکت در جامعه سیاسی مصر، حضور خود در این عملیات را انکار کردند.